# هریت موری
هریت جین مودی (۹ مه ۱۸۹۱ – ۹ مارس ۱۹۶۶) معمار آمریکایی بود که خانه‌های داستانی متمایزی را در منطقه سانتا باربارا، کالیفرنیا طراحی کرد. کمیسیون آثار تاریخی با همکاری هیئت ناظران شهرستان سانتا باربارا و هیئت برنامه‌ریزی سانتا باربارا در تلاش است تا نزدیک به سه دوجین خانه‌ای را که به دست او ساخته شده‌اند، حفظ کند.

## اوایل زندگی، خانواده و تحصیلات
هریت جین مودی در ۹ مه ۱۸۹۱ در سانتا باربارا، کالیفرنیا زاده شد، او بزرگ‌ترین فرزند از پنج خواهر و برادر بود. چهار خواهر با همکاری یکدیگر در توسعه املاک فعالیت داشتند و مهارت‌هایشان را برای ارائه یک «بسته کامل» به کار می‌گرفتند—از طراحی و مهندسی گرفته تا برنامه‌ریزی، طراحی داخلی، معاملات املاک و بانکداری. هریت معمار بود؛ برندا در ابتدا مسئول ثبت اسناد شهرستان سانتا باربارا بود و بعداً در زمینه املاک فعالیت کرد؛ ویلمینا بانکدار بود؛ میلدرد در یوسی‌ال‌ای هنر خواند و در زمینه طراحی داخلی کار کرد. برت، تنها برادر خانواده، معلمی در پالو آلتو، کالیفرنیا شد.

## حرفه
از سال ۱۹۱۲ تا ۱۹۲۲، او با پدرش که یک پیمانکار عمومی محلی بود، همکاری کرد و خانه‌هایی طراحی نمود. پس از بازنشستگی پدرش در ۱۹۲۲، مودی به عنوان معاون مهندس شهر مشغول به کار شد و تا ۱۹۲۵ در این سمت باقی ماند. پس از زلزله ۱۹۲۵ سانتا باربارا، او به همراه جورج موریسون، که در دفتر مهندسی عمران رئیس او بود، یک شراکت تجاری تشکیل دادند و در مناطق برنامه‌ریزی‌شده در گولیتا و ایلا ویستا کار کردند. در ۱۹۳۲، مودی یک استودیو برای خواهرش میلدرد در شماره ۱۰۸۶ خیابان کوست ویلیج طراحی کرد. این مکان ابتدا به عنوان استودیوی هنری میلدرد و بعدها به عنوان مغازه عتیقه‌فروشی و اتاق چای مورد استفاده قرار گرفت. در طول دهه ۱۹۳۰، مودی مجموعه‌ای از خانه‌های داستانی کوچک و جذاب ساخت که در دوران رکود بزرگ در ایالات متحده مقرون‌به‌صرفه بودند. برخی از نخستین خانه‌هایی که او ساخت—شش کلبه در پریوینکل لین در مونتسیتو، کالیفرنیا—منجر به دریافت سفارش‌های دیگری برای ساخت شش خانه دیگر در رزمری لین شد.
در دهه ۱۹۴۰، جورج اوون نپ، مودی را مأمور ساخت خانه‌هایی برای کارگران خود در املاک آرکادی در مونتسیتو کرد. معمولاً هریت طراحی فضاها را انجام می‌داد؛ پیمانکار مورد علاقه‌اش، دیکسون اچ. مک‌کوئیدی، خانه‌ها را می‌ساخت؛ میلدرد بر طراحی داخلی و یافتن عتیقه‌ها تمرکز داشت؛ برندا به عنوان مأمور املاک یا ضامن اسناد فعالیت می‌کرد؛ و گاهی ویلمینا خدمات بانکی ارائه می‌داد. به دلیل محدودیت منابع ناشی از جیره‌بندی جنگ جهانی دوم، خواهران اغلب از قطعات معماری بازیافتی استفاده می‌کردند که به کلبه‌ها ظاهری منحصربه‌فرد می‌بخشید. بسیاری از املاک بزرگ در دوران رکود برای کاهش مالیات تخریب شدند که فرصتی برای بازیافت تیرهای چوبی، درها، پنجره‌ها و سایر وسایل ایجاد کرد. آثار مودی همچنین با سقف‌های بلند، فضاهای ذخیره‌سازی در گوشه‌های نامنظم، ورودی‌های کوچک شیروانی، نمای تخته و الوار، گوشه‌های زاویه‌دار، شیشه‌های پنجره لوزی‌شکل، طاقچه دیواری و انواع سقف‌های گوناگون، از جمله سقف‌های شیروانی متقاطع با شیب‌های نامتقارن، شیروانی‌های نابرابر و سقف‌های چوبی، شناخته می‌شود. حدود سه دوجین از طراحی‌های مودی شناسایی شده‌اند و بسیاری از آن‌ها در فهرست کمیسیون آثار تاریخی ثبت شده‌اند، از جمله خانه‌ای در شماره ۱۷۰ خیابان میدل در مونتسیتو.

## بازنشستگی و درگذشت
مودی در سال ۱۹۵۰ بازنشسته شد و در ۹ مارس ۱۹۶۶ در سانتا باربارا درگذشت.